# Antonio Giorgilli
Antonio Giorgilli (1949) é um físico matemático italiano, conhecido por seu trabalho sobre a perturbação de sistemas hamiltonianos, com aplicações ao estudo da estabilidade orbital de planetas maiores e pequenos.
Foi palestrante convidado do Congresso Internacional de Matemáticos em Berlim (1998).

## Publicações selecionadas
- Giorgilli, Antonio; Galgani, Luigi (1978). «Formal integrals for an autonomous Hamiltonian system near an equilibrium point». Celestial Mechanics. 17 (3): 267–280. Bibcode:1978CeMec..17..267G. doi:10.1007/BF01232832
- Contopoulos, George; Galgani, Luigi; Giorgilli, Antonio (1978). «On the number of isolating integrals in Hamiltonian systems». Physical Review A. 18 (3): 1183–1189. Bibcode:1978PhRvA..18.1183C. doi:10.1103/PhysRevA.18.1183
- Benettin, Giancarlo; Galgani, Luigi; Giorgilli, Antonio; Strelcyn, Jean-Marie (1980). «Lyapunov Characteristic Exponents for smooth dynamical systems and for hamiltonian systems; a method for computing all of them. Part 1: Theory». Meccanica. 15: 9–20. doi:10.1007/BF02128236 (This paper has been cited over 2000 times.)
- Benettin, G.; Galgani, L.; Giorgilli, A.; Strelcyn, J. -M. (1984). «A proof of Kolmogorov's theorem on invariant tori using canonical transformations defined by the Lie method». Il Nuovo Cimento B. Series 11. 79 (2): 201–223. Bibcode:1984NCimB..79..201B. doi:10.1007/BF02748972
- Benettin, Giancarlo; Galgani, Luigi; Giorgilli, Antonio (1985). «A proof of Nekhoroshev's theorem for the stability times in nearly integrable Hamiltonian systems». Celestial Mechanics. 37 (1): 1–25. Bibcode:1985CeMec..37....1B. doi:10.1007/BF01230338
- Giorgilli, Antonio; Delshams, Amadeo; Fontich, Ernest; Galgani, Luigi; Simó, Carles (1989). «Effective stability for a Hamiltonian system near an elliptic equilibrium point, with an application to the restricted three body problem». Journal of Differential Equations. 77 (1): 167–198. Bibcode:1989JDE....77..167G. doi:10.1016/0022-0396(89)90161-7
- Benettin, Giancarlo; Galgani, Luigi; Giorgilli, Antonio (1989). «Realization of holonomic constraints and freezing of high frequency degrees of freedom in the light of classical perturbation theory. Part II». Communications in Mathematical Physics. 121 (4): 557–601. Bibcode:1989CMaPh.121..557B. doi:10.1007/BF01218157
- Celletti, Alessandra; Giorgilli, Antonio (1991). «On the stability of the Lagrangian points in the spatial restricted problem of three bodies». Celestial Mechanics and Dynamical Astronomy. 50 (1): 31–58. ISSN 0923-2958. doi:10.1007/BF00048985
- Benettin, Giancarlo; Giorgilli, Antonio (1994). «On the Hamiltonian interpolation of near-to-the identity symplectic mappings with application to symplectic integration algorithms». Journal of Statistical Physics. 74 (5–6): 1117–1143. Bibcode:1994JSP....74.1117B. doi:10.1007/BF02188219
- Morbidelli, Alessandro; Giorgilli, Antonio (1995). «Superexponential stability of KAM tori». Journal of Statistical Physics. 78 (5–6): 1607–1617. Bibcode:1995JSP....78.1607M. doi:10.1007/BF02180145